# مونتوریو آل وومانو
مونتوریو آل وومانو (به ایتالیایی: Montorio al Vomano) یک کومونه در ایتالیا است که در استان تیرامو واقع شده‌است.

## خصوصیات
مونتوریو آل وومانو ۵۳ کیلومترمربع مساحت و ۸٬۲۴۰ نفر جمعیت دارد و ۲۶۲ متر بالاتر از سطح دریا واقع شده‌است.

## خواهرخوانده
شهرهای آپریلیا (لاتینا) و اماتریس خواهرخوانده‌های مونتوریو آل وومانو هستند.